# ア・ヴロー・ガムラーイグ

2011年の国勢調査でウェールズ語を話すことができると答えた回答者の割合。

ア・ヴロー・ガムラーイグ（ウェールズ語: Y Fro Gymraeg、[ə vroː ˈɡəmrɑːɨɡ]）は、人口の大多数または大部分がウェールズ語を使用しているウェールズにおける言語的地域を指すためにしばしば使われる名称である。 ウェールズ語で「ウェールズ語地域」の意味。ウェールズ語の中心地であり、スコットランドのケーアルタハクとアイルランドのゲールタハトに相当する。しかしながら、アイルランドのゲールタハトとは異なり、ア・ヴロー・ガムラーイグは政府によって公式には認められていない。

## 「パワーハウス」の価値
ウェールズの残りの地域にとってのア・ヴロー・ガムラーイグという「パワーハウス」（エネルギーの発信源）の重要性は、1964年1月にバンガー大学のオーワイン・オーワインが彼の雑誌『タヴォド・ア・ズライグ』（Tafod y Ddraig、"竜の舌"）上で数か月かけて定式化したもので、雑誌ではこの地域の概要を示す地図が掲載された。1964年11月12日付けの記事で、オーワインは「Enillwn y Fro Gymraeg, ac fe enillir Cymru, ac oni enillir Y Fro Gymraeg, nid Cymru a enillir」（"我々がア・ヴロー・ガムラーイグを勝ち取れば、ウェールズが勝利するだろう、そしてア・ヴロー・ガムラーイグが勝ち取られない限り、勝利するのはウェールズではない"）と書いた。
ア・ヴロー・ガムラーイグを保護することの重要性を強調することは、カムデイサス・アル・イアイス・ガムラーイグ（Cymdeithas yr Iaith Gymraeg、ウェールズ語協会）の方針の重要な要素となり、後にカミネド（Cymuned）といった他の言語運動の活動にも反映されることになった。

## ア・ヴロー・ガムラーイグ内の地域
一世代か二世代前までは、アングルシーからペンブルックシャーやカーマーゼンシャーの一部まで、ウェールズ西部のほぼすべてが「ブロー」（Bro、"地域"）に含まれていたと言えるが、ポーイス西部と旧クルゥイド・カウンティのかなりの部分も含まれていた。しかし今日では、主要言語としてのウェールズ語の領域は縮小している。ウェールズの4つのカウンティの大部分はア・ヴロー・ガムラーイグ内にあり、周辺のカウンティの他のコミュニティも含まれている。 ウェールズ語を話す住民の大半を占める4つの主要なカウンティは、グゥイネッズ、カーマーゼンシャー（ウェールズ語でシール・ガーイルヴァルジン、Sir Gaerfyrddin）、ケレディジョン、アングルシー（アニス・モーン、Ynys Môn）であるが、これらのカウンティでも、すべての町や村がウェールズ語の拠点であるとは言い切れない。ウェールズ語を話す人の割合が高い周辺地域としては、ニース・ポート・タルボット（カステス＝ネッド・ポルト・タルボット、Castell-ned Port Talbot）、ポーイス（ポウィス）西部の一部、ペンブルックシャー（シール・ベンヴロ、Sir Benfro）北部、コンウィ（コヌイ）の高地、デンビーシャー（シール・ジンビッヒ、Sir Ddinbych）、フリントシャー（シール・ア・フリント、Sir y Fflint）、スウォンジー（アベルタウエ、Abertawe）の一部などが挙げられる。

## ア・ヴロー・ガムラーイグにおける教育
ウェールズ語による教育がウェールズ語の復興の最大の貢献者であることが広く認められている。ア・ヴロー・ガムラーイグにおける教育は一般的にウェールズ語を教授言語として行われ、これは平均して学校の時間割におよそ7割を占める。

## 公共サービスと道路標識
ア・ヴロー・ガムラーイグでは、 ウェールズ語話者が多数ではない地域においても、道路標識はまずウェールズ語の名称で表示される。
官庁出版物は一般に二か国語（ウェールズ語と英語）であり、大抵はウェールズ語がはじめに書かれる。